# 2330 Онтаке
2330 Онтаке (2330 Ontake) — астероїд головного поясу, відкритий 18 лютого 1977 року.
Тіссеранів параметр щодо Юпітера — 3,180.
Названо на честь Онтаке (яп. おんたけ(御岳) онтаке)